# 井上こん
井上 こん（いのうえ こん)は、日本のうどん店店主、うどん評論家。

## 人物
1986年福岡県生まれ（3歳から千葉県育ち）。明治大学農学部を中退後、フリーライターを始める。散歩の達人や東京カレンダーに執筆を行う。うどん好きとして年刊400杯を食べ歩くようになり、2017年ごろからTVに紹介されるようになる。そして、うどん女としてAbemaTVのAbemaSPECIALチャンネルで配信されていた買えるAbemaTV社のハンバイヤーとして出演。番組限定オリジナル商品第2弾としてプロデュース『ふくうどん』を販売。
うどん愛が高まり、2018年12月「うどん手帖」を上梓。2019年5月に松陰神社前にて「スナックニューショーイン」の間借り営業にて「松ト麦」の週1回（月曜日）営業をスタート。その後、世田谷区駒沢にで2021年1月から「うどんスナック松ト麦」の営業を開始。単一品種の小麦粉を食べられる“シングルオリジンうどん”が評判を呼び、麺好きが集う店となり東京最高のレストラン2022、2023に掲載。
その後2022年9月末梢神経の障害、ギランバレー症候群を発症し手足に力が入らず店は完全休業。その後営業再開するも、手足に障害が残るため、現在「うどんスナック松ト麦」は会員制で営業している。

## 出版
- うどん手帖

## 出演

### テレビ
- 「news every.」日本テレビ／2023年5月30日
- 「リア突WEST」テレビ朝日／2023年5月7日
- 「よじごじDays」テレビ東京／2023年4月19日
- 「スローでイージーなルーティーン」関西テレビ／2023年4月17日
- 「うどんMAP5」TNC／2023年2月26日
- 「ウラマヨ！」関西テレビ／2023年2月4日
- 「スローでイージーなルーティーン」関西テレビ／2022年5月23日
- 「ちまたのジョーシキちゃん」関西テレビ／2022年5月13日
- 「ラヴィット！」TBS／2022年3月8日

- 「所さんの目がテン！」日本テレビ／2021年2月7日
- 「たけしのニッポンのミカタ！」テレビ東京／2020年10月16日
- 「王様のブランチ」TBS／2020年6月13日
- 「Japanology Plus」NHK／2020年2月20日
- 「チャント！」CBC／2020年1月28日・11月10日
- 「本能Z」CBC／2019年11月6日
- 「マツコの知らない世界」TBS／2019年11月5日
- 「ご当地麺総選挙」テレビ朝日／2019年9月22日
- 「ニュースシブ5時」NHK／2019年7月31日
- 「ふるさとの夢」TBS／2019年7月3日
- 「ごほうび温泉」CS旅チャンネル／2019年6月23日
- 「ポルポ」テレビ朝日／2019年4月13日
- 「スーパーJチャンネル」テレビ朝日／2019年4月4日
- 「ぐっ！ジョブ」TVQ／2019年3月2日
- 「ニッポンわが町うどんMAP」フジテレビ／2019年2月24日
- 「明石家電視台」MBS／2019年2月10日
- 「めんたいワイド」FBS／2019年1月16日
- 「ウラマヨ！」関西テレビ／2018年11月24日
- 「どさんこワイド」札幌テレビ／2018年7月2日
- 「東軍vs西軍天下分け麺バトル」TBS／2018年6月10日
- 「アベマプライム」AbemaTV／2018年4月10日
- 「買えるAbemaTV社」AbemaTV／#1～2018年2月1日～
- 「シューイチ」日本テレビ／2018年2月11日
- 「車あるんですけど…？」テレビ東京／2018年1月7日・4月29日・10月13日
- 「キャスト」朝日放送／2017年9月7日
- 「FUKUOKA最強うどんベスト5」TVQ／2017年7月8日
- 「誰だって波瀾爆笑」日本テレビ／2017年5月14日
- 「ワケありレッドゾーン」読売テレビ／2017年2月16日
- 「花咲かタイムズ」CBC／2017年1月28日

### AbemaTV
- 買えるAbemaTV社

## 外部サイト
- Twitter
- Instagram